# Citlalli Hernández
Minerva Citlalli Hernández Mora (Città del Messico, 29 aprile 1990) è una politica messicana, segretaria del Movimento Rigenerazione Nazionale e senatrice.

## Biografia
Citlalli Hernández si è laureata in Scienze della Comunicazione all'Università nazionale autonoma del Messico.
Si è iscritta molto giovane al Movimento Rigenerazione Nazionale. Venne eletta all'Assemblea Legislativa di Città del Messico nella legislatura 2015-2018, venendo poi eletta al Senato della Repubblica alle elezioni del 2018.
Nel maggio 2019 fu vittima di un attentato dinamitardo: una piccola bomba artigianale, camuffata da libro, esplose nel suo ufficio in Senato, provocandole lievi ferite.
In vista dell'elezione a segretaria del suo partito, la Hernández ha lasciato il suo scranno alla sostituta María Celeste Sánchez Sugía il 14 settembre 2020.